# German History Society
Die German History Society ist eine wissenschaftliche Gesellschaft in Sheffield, die zumindest seit 1984 besteht und sich der Förderung der wissenschaftlichen Erforschung der deutschen Geschichte widmet. Gegenwärtige Vorsitzende ist die Historikerin Elizabeth Harvey.

## Tätigkeit
Ziel der Gesellschaft ist die Förderung der Geschichtswissenschaften betreffend das Deutsche Reich, den Nationalsozialismus und Nachkriegsdeutschland sowie der internationale Austausch der Mitglieder der Gesellschaft mit anderen Historikern weltweit.
Die Gesellschaft veranstaltet alljährlich eine wissenschaftliche Tagung, die bis 2011 im Deutschen Historischen Institut in London stattfand, 2012 an der University of Edinburgh, 2013 an der University of London, 2014 an der National University of Ireland in Maynooth und 2015 an der University of Newcastle. Sie vergibt gemeinsam mit der Royal Historical Society einen Essay Prize, der mit 500 £ dotiert ist. Der preisgekrönte Artikel wird auch für Veröffentlichung in der wissenschaftlichen Zeitschrift German History vorgeschlagen, dem offiziellen Organ der Gesellschaft. Außerdem unterstützt die German History Society postgraduale Forschung und Ausbildung mit Stipendien, Kursen und Kostenbeiträgen.
Von 2005 bis 2008 amtierte Richard Bessel als Vorsitzender der Gesellschaft. Die britische Historikerin Annika Mombauer war von 2006 bis 2011 Geschäftsführerin der GHS. Gegenwärtig bekleidet Matthew Stibbe von der Sheffield Hallam University die Funktion des Secretary. Zu namhaften Mitgliedern zählen Stefan Berger, Karin Friedrich, Mary Fulbrook, Christina von Hodenberg, Thomas Kühne, Jörn Leonhard, James N. Retallack und Nikolaus Wachsmann.
Die Gesellschaft ist Partnerinstitut des Deutschen Historischen Instituts London und der Royal Historical Society.

## Wissenschaftliche Publikationen
Die wissenschaftliche Fachzeitschrift German History wird seit 1984 vierteljährlich im Auftrag der German History Society herausgegeben. Es erscheinen Artikel, Buchbesprechungen, Nachrichten und Konferenzberichte zur Geschichte Deutschlands und anderer deutschsprachiger Länder.
Weiters publiziert die Gesellschaft eine Buchreihe Studies in German History, die in Zusammenarbeit mit dem langjährigen Partner, Oxford University Press, herausgegeben wird.